# Villa Falck

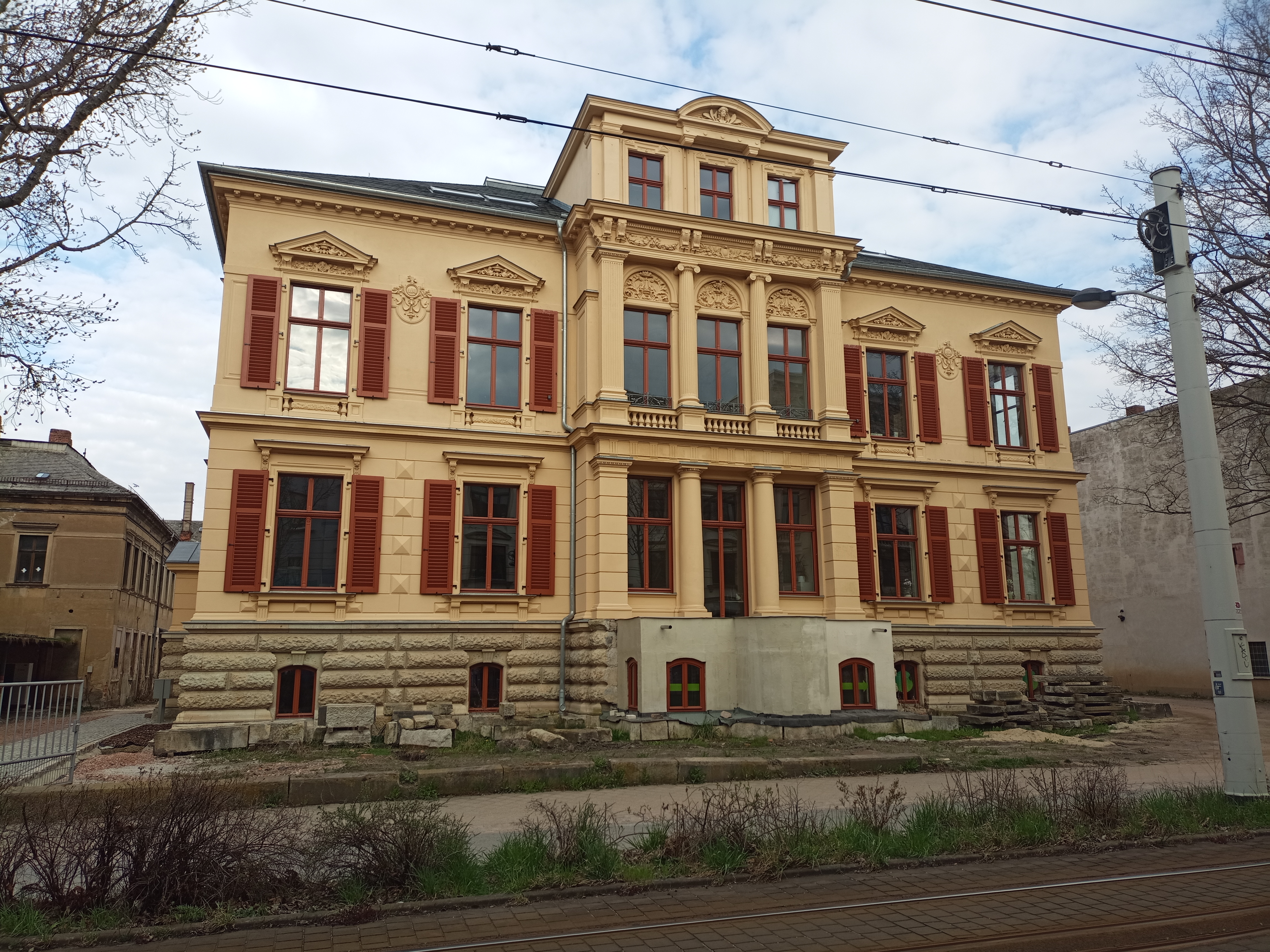
Villa Falck (2025)

Die Villa Falck in der Äußeren Schneeberger Straße 35 in Zwickau wurde 1875/1876 errichtet und steht unter Denkmalschutz. Auftraggeber war der Unternehmer Carl Gottlieb Falck, der sie als Familienwohnsitz nutzte. Architekt war Franz Hermann Wolf.
Nach dem Zweiten Weltkrieg wurde das Gebäude verstaatlicht, wobei der Dachstuhl umgebaut wurde. Von 1948 bis 1992 war es Sitz unterschiedlicher Behörden, zunächst der „Verwaltung der Kohleindustrie in Sachsen“. Anschließend verfiel es bei gleichzeitigen Eigentümerwechseln. 
Nachdem die Stadt Zwickau 2015 Notsicherungsmaßnahmen durchgeführt hatte, wurde die Villa von 2020 bis 2023 saniert. Ein Gründerzentrum wurde eingerichtet.